# ソレーヌ・リゴ
ソレーヌ・リゴ（Solène Rigot、1992年 - ）は、フランスの女優。

## 経歴
『17人の娘たち』『ルノワール 陽だまりの裸婦』『素顔のルル』などの作品に出演。2013年、ギヨーム・ブラック監督の『やさしい人』に出演する。

## フィルモグラフィー

### 映画
- 17人の娘たち（2011年）
- ルノワール 陽だまりの裸婦（2012年）
- 青い果実（2013年）
- 素顔のルル（2013年）
- やさしい人（2013年）